# Parabetarmon
Parabetarmon is een geslacht van kevers uit de familie  
kniptorren (Elateridae).
Het geslacht is voor het eerst wetenschappelijk beschreven in 1970 door Ôhira.

## Soorten
Het geslacht omvat de volgende soort:
- Parabetarmon carinicephalus (Miwa, 1931)